# Lycaena tama
Lycaena tama är en fjärilsart som beskrevs av Richard William Fereday 1878. Lycaena tama ingår i släktet Lycaena och familjen juvelvingar. Inga underarter finns listade i Catalogue of Life.